# 弥富木曽岬インターチェンジ
弥富木曽岬インターチェンジ（やとみきそさきインターチェンジ）は、愛知県弥富市と三重県桑名郡木曽岬町にまたがっている伊勢湾岸自動車道のインターチェンジ (IC)である。

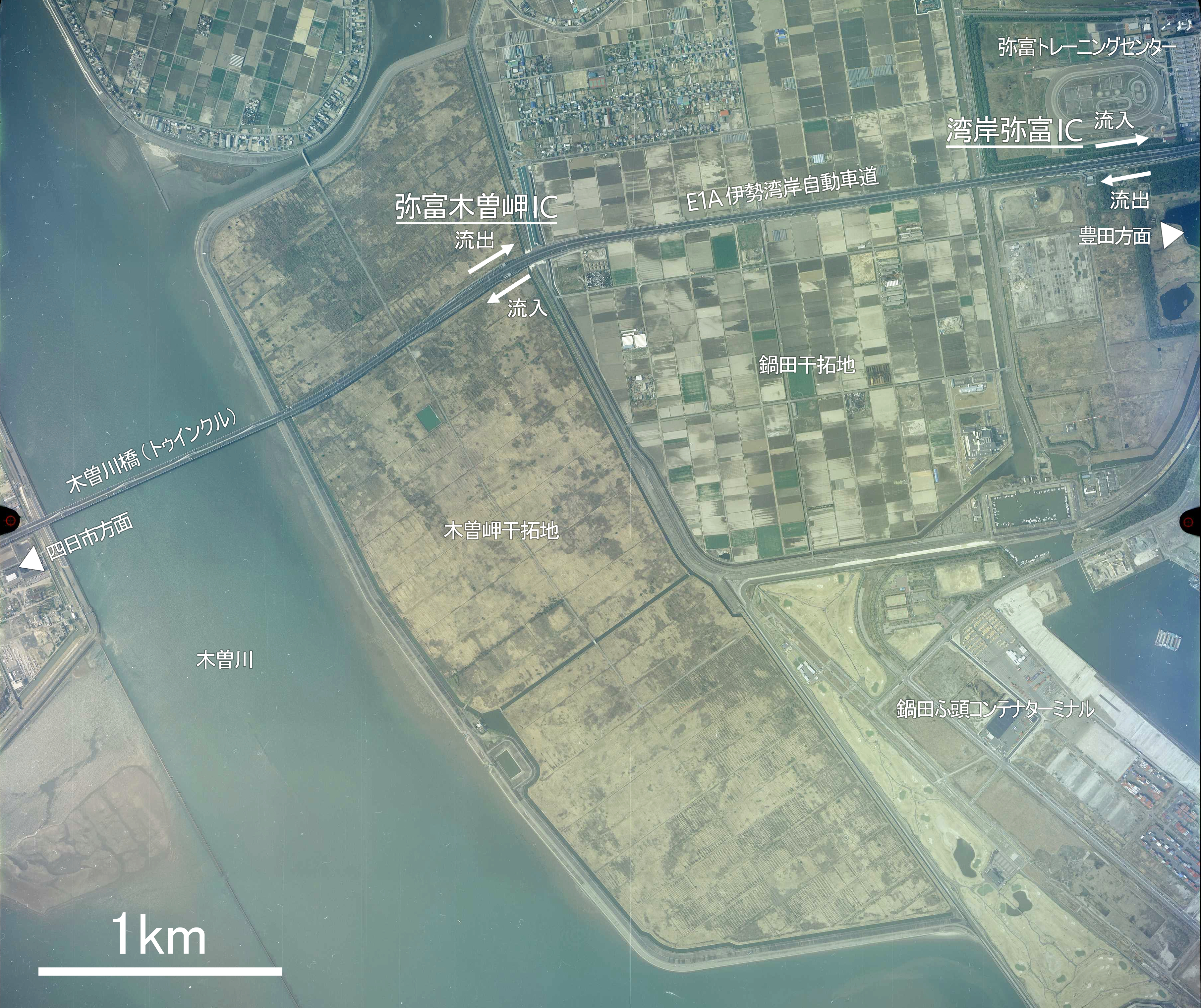
弥富木曽岬ICと湾岸弥富ICは元は1セットのインターであった。インターは木曽岬干拓地に敷設されている。

## 概要
四日市JCT方面への入口と同方面からの出口のみをもつハーフインターチェンジである。当該ICから豊田JCT方面へは連絡しないため、隣りの湾岸弥富ICを利用する。
ICは木曽岬干拓地の中にある。また、愛知県（弥富市）と三重県（桑名郡木曽岬町）の県境に位置する。
計画では当該ICと湾岸弥富ICを合わせて「鍋田インターチェンジ」と称した。つまり2つのハーフICを合わせて一つのインターチェンジとして計画されていた。

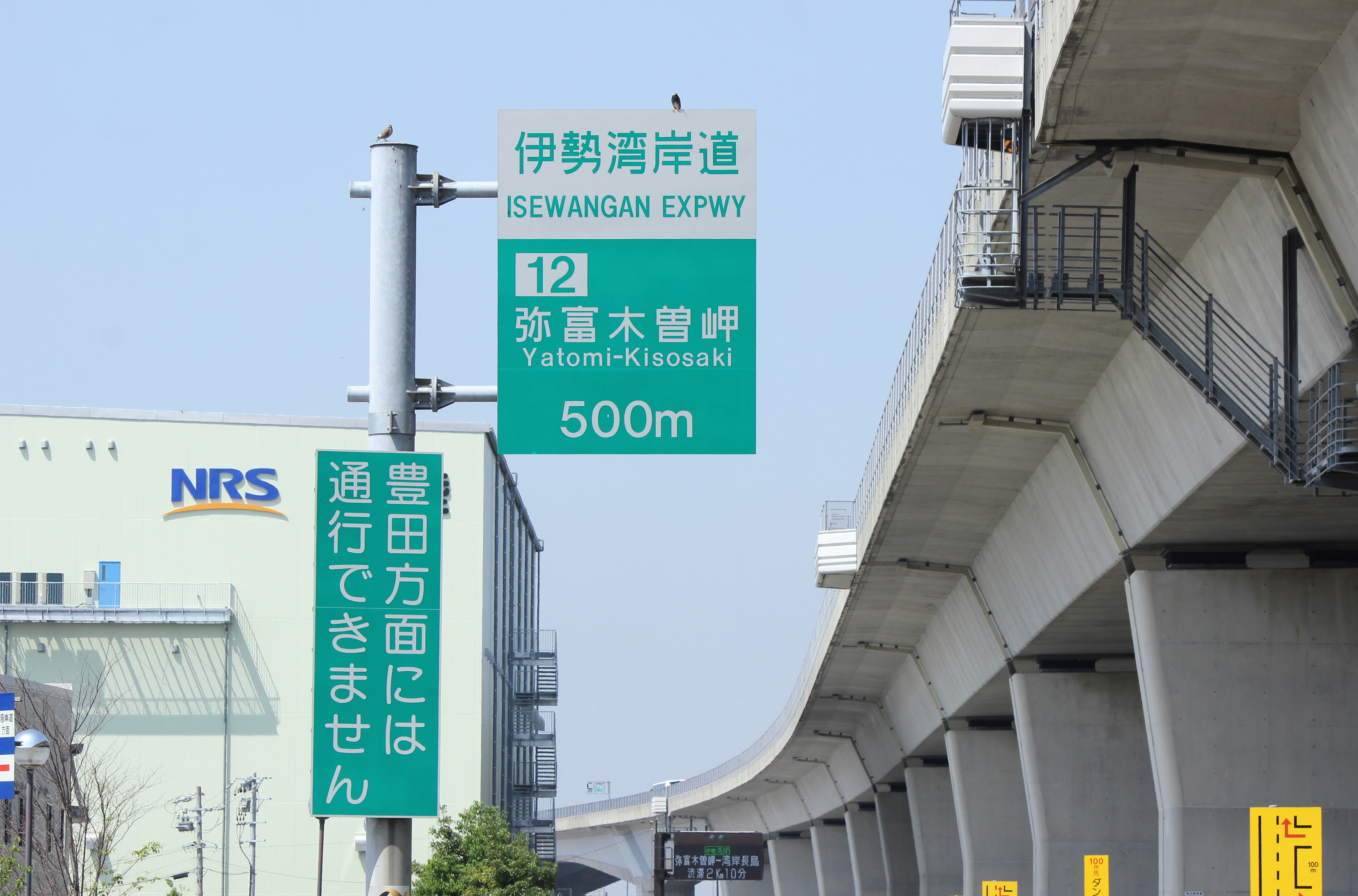
インターは四日市方面のみ連絡のハーフセットである。
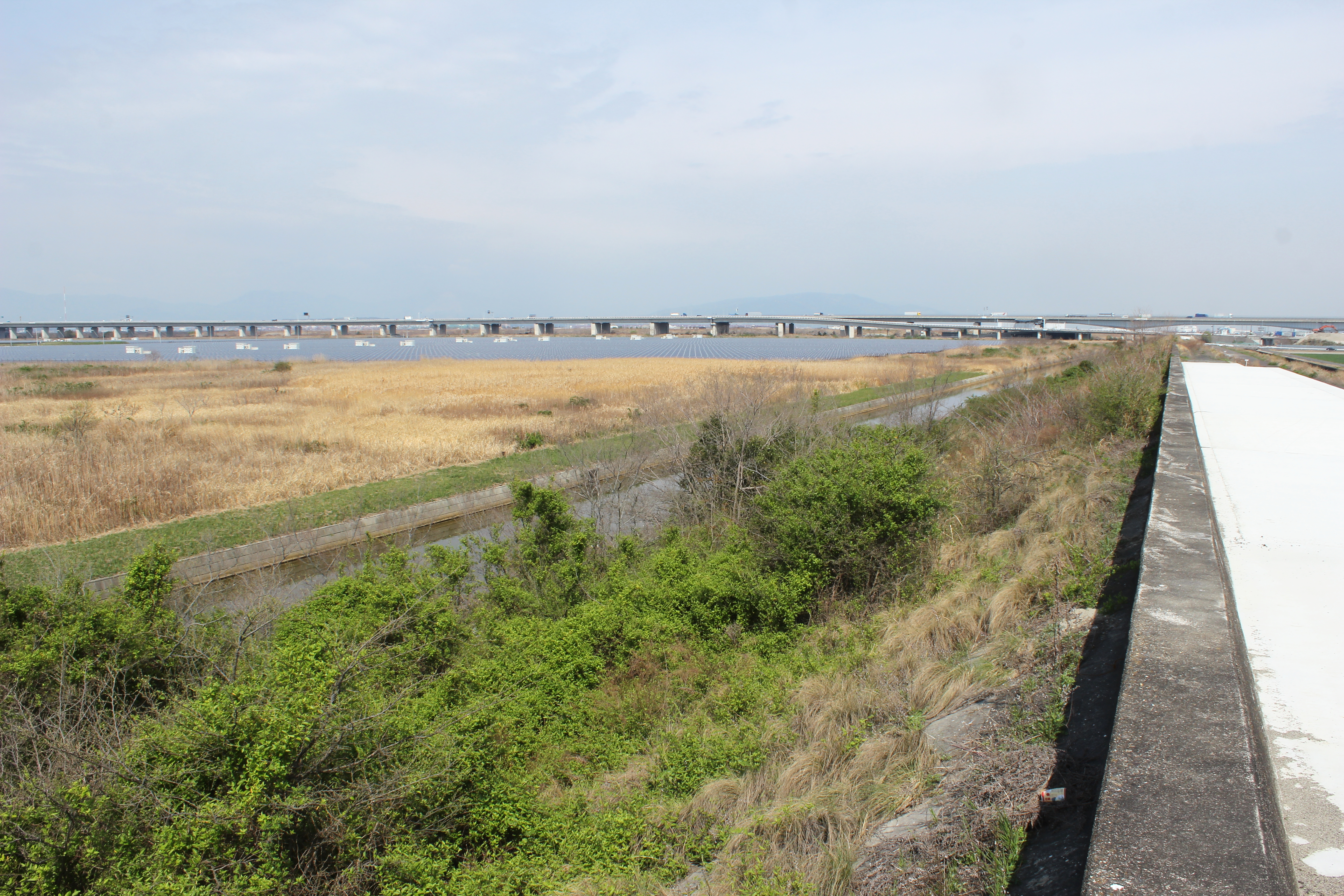
木曽岬干拓地にあるインター

## 歴史
- 2002年（平成14年）3月24日 : 湾岸弥富IC - みえ川越IC間開通に伴い弥富木曽岬IC開設[6]。

## 周辺
- 木曽岬干拓地わんぱく原っぱ
- 愛知県弥富野鳥園
- 愛知県競馬組合弥富トレーニングセンター・場外発売所 サンアール弥富
- 鍋田ふ頭コンテナターミナル

## 接続する道路

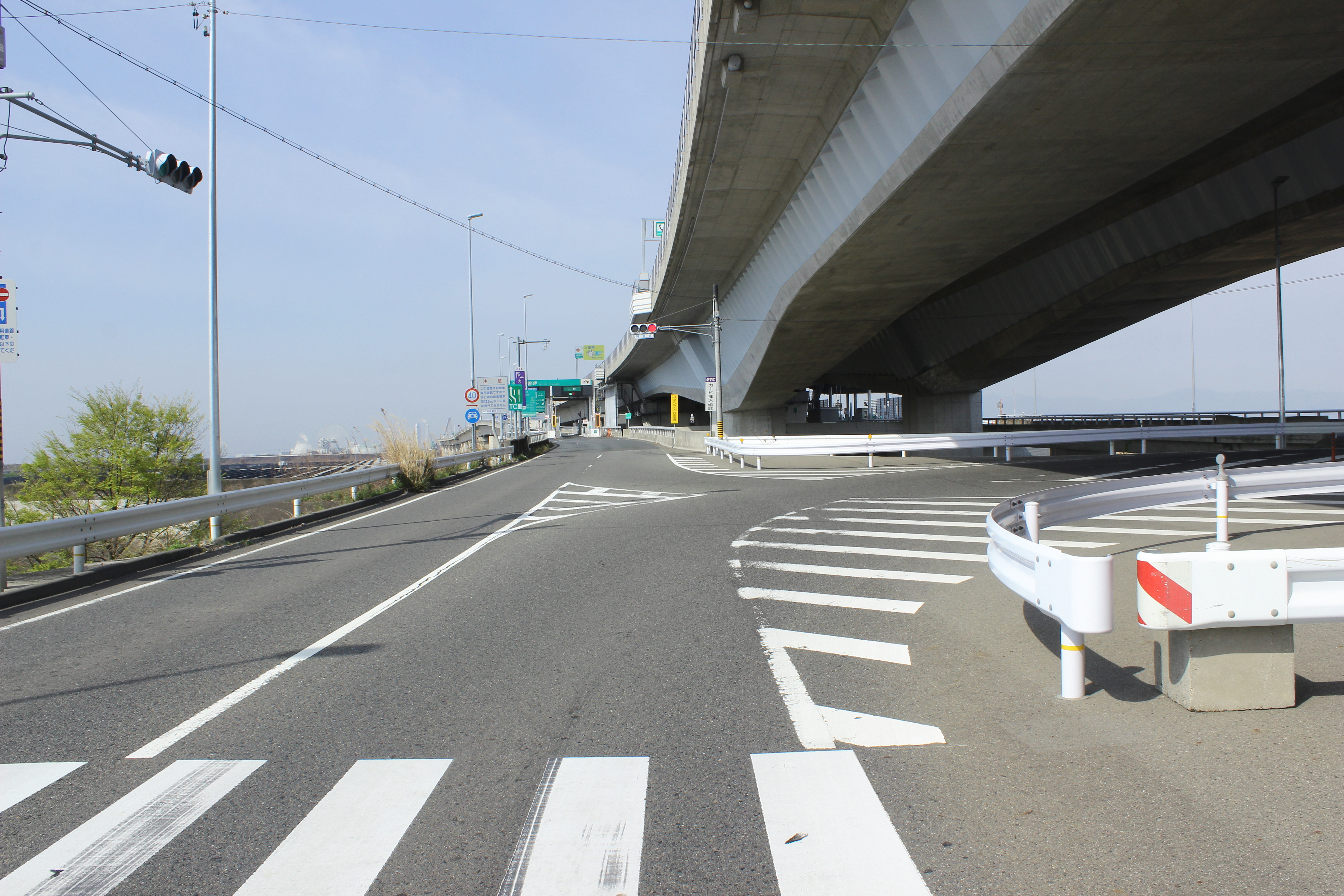
インターと愛知県道103号境政成新田蟹江線の位置関係。県道は手前と右折方向で、インターへは直進する構造。

- 愛知県道103号境政成新田蟹江線[4]

## 料金所
レーン運用は、時間帯やメンテナンスなどの事情によって変更される場合がある。

### 入口
- レーン数：2[7]
  - ETC専用：1
  - 一般：1

### 出口
- レーン数：2[7]
  - ETC専用：1
  - 一般：1

## 隣
E1A 伊勢湾岸自動車道
(11) 湾岸弥富IC - (12) 弥富木曽岬IC - (13) 湾岸長島IC/PA